# Messerschmitt M 27
Il Messerschmitt M 27, designato anche come BFW M 27 dall'azienda costruttrice, era un monomotore da competizione e da addestramento ad ala bassa prodotto in piccola serie dall'azienda tedesca Bayerische Flugzeugwerke AG (BFW) nei primi anni trenta.

## Storia del progetto
All'inizio degli anni trenta Willy Messerschmitt, progettista e direttore dell'allora Bayerische Flugzeugwerke, decise di sviluppare un nuovo modello da destinare alle scuole di volo per la formazione dei nuovi piloti. Basandosi sul precedente M 23 disegnò un velivolo, che adottò la designazione M 27, che ne conservava l'impostazione ma dalle misure maggiorate, adottando una nuova ala e con la possibilità di adottare sia motori in linea, come l'Argus As 8, che radiali.
Il prototipo, Werk-Nr. 539, venne completato e portato in volo per la prima volta nel 1931; a questo vennero fatti seguire, dopo il completamento del programma di prove in volo, due esemplari di serie (Werk-Nr. 609 e 610) equipaggiati con un motore radiale. Entrambi gli esemplari, ai comandi del pilota Willie Stohr, rimasero distrutti in incidenti causati da problemi di affidabilità del gruppo motoelica; il pilota riuscì ad uscire indenne da entrambi gli incidenti paracadutandosi.
Per ovviare all'inconveniente venne deciso di sostituire il motore con il più affidabile As 8R e i velivoli dotati di questa motorizzazione saranno identificati con la sigla M-27b per distinguerli dai precedenti, che da allora vennero identificati come M-27a. Questi ultimi vennero realizzati in nove esemplari, dal Werk-Nr. 611 al 619, tra il giugno 1933 ed il febbraio 1934, tutti acquistati da clienti privati.

## Tecnica
L'M 27 era un velivolo leggero realizzato in tecnica mista e dall'aspetto convenzionale che riproponeva l'impostazione del predecessore M 23: monomotore, biposto ad ala bassa a sbalzo e carrello fisso.
La fusoliera, realizzata con struttura in tubi d'acciaio saldati, presentava i due abitacoli aperti in tandem, il posteriore destinato al pilota e l'anteriore per il passeggero o navigatore, dotati in alcuni esemplari di doppi comandi e protetti ciascuno da un parabrezza. Posteriormente terminava in un impennaggio classico monoderiva e piani orizzontali a sbalzo.
La configurazione alare era monoplana, con l'ala realizzata in legno, di grande spessore e dotata di un sensibile angolo di diedro positivo, posizionata bassa ed a sbalzo che integrava due alettoni.
Il carrello d'atterraggio era un biciclo anteriore fisso, costituito da un castello tubolare ammortizzato e deformabile posto sotto la fusoliera, dotato di pneumatici a bassa pressione talvolta racchiusi in una carenatura, integrato posteriormente da un pattino d'appoggio.
Il gruppo motoelica era posizionato all'apice anteriore della fusoliera e variava, a seconda delle versioni, dal motore radiale Siemens Sh 13, un 9 cilindri raffreddato ad aria in grado di erogare una potenza pari a 90 PS (66 kW), all'Argus As 8, un motore a 4 cilindri in linea rovesciato da 100 PS (73,5 kW).

## Impiego operativo
Il prototipo dell'M 27 (W.n. 539) marche D-1979 venne iscritto al Deutschlandflug del 1931, pilotato da Theo Croneiss che in quell'occasione si classificò undicesimo con 42 punti percorrendo il circuito in 5 h e 53 min
In seguito riuscì a raggiungere il successo, vincendo l'edizione del 1932 del Deutschlandflug ed arrivando secondo nella Circuit Zugspitz nel 1933.

## Versioni
M 27a
versione equipaggiata con un motore radiale Siemens-Halske Sh 13A da 90 PS (66 kW).
M 27b
versione equipaggiata con un motore 4 cilindri in linea rovesciato Argus As 8 da 100 PS (73,5 kW).